# USS LST-810
O USS LST-810 foi um navio de guerra norte-americano da classe LST que operou durante a Segunda Guerra Mundial.